# Carolyn House
Carolyn House (Los Angeles, 23 agosto 1945) è un'ex nuotatrice statunitense.
Specializzata nello stile libero, ha partecipato ai Giochi di Roma 1960, gareggiando nei 400m sl.